# MÁV-Baureihe M62
Die Baureihe M62 (ab 2011 628) der ungarischen Staatsbahn Magyar Államvasutak (MÁV) ist eine Baureihe von Diesellokomotiven. Sie ist die ungarische Variante der sowjetischen Bauart M62.

## MÁV-Baureihe M62
Nach der von Nydqvist och Holm (NOHAB) in Schweden beschafften Baureihe M61 ergab sich für Folgelieferungen von Diesellokomotiven ab 1965 die Notwendigkeit des Baus innerhalb des Rats für gegenseitige Wirtschaftshilfe (RGW). Aufgrund beginnender Spezialisierung innerhalb des RGW war der Bau von Diesellokomotiven mit mehr als 2000 PS in der Sowjetunion vorgesehen. Entwicklung und Bau übernahm die Lokomotivfabrik Lugansk (LTS; russisch: Луганский тепловозостроительный завод, Luganski teplowosostroitelny sawod, Lugansker Diesellokomotivenfabrik; später Ворошиловградский тепловозостроительный завод, Woroschilowgradski teplowosostroitelny sawod). Nach zwei an die Sowjetischen Eisenbahnen (SŽD; СЖД) gelieferten Prototypen begann 1965 die Serienlieferung an die MÁV. Die Lokomotiven erhielten die Baureihenbezeichnung M62, diese wurde dann auch als Herstellerbezeichnung übernommen. Später erhielten auch zahlreiche andere Länder des RGW Lokomotiven der Bauart M62.
Die M62 sind als Güterzuglokomotiven in schwerer sechsachsiger Bauart ausgeführt. Daher beträgt die Höchstgeschwindigkeit nur 100 km/h, eine Zugheizung ist nicht vorhanden. Die MÁV setzt die M62 trotzdem auch im Reisezugdienst ein, auch vor Schnellzügen, wofür je nach Jahreszeit Generatorwagen benötigt werden, um die Stromversorgung der Zugheizung sicherzustellen. 
Zunächst hatten die M62 einen roten Anstrich mit gelben Zierelementen, später wurden sie orangefarben mit gelber Front lackiert. Der Bau der normalspurigen M62 für die MÁV endete 1974 nach Ablieferung von 273 Maschinen. Noch etwa 80 Lokomotiven befinden sich im Einsatzbestand der MÁV. 34 Maschinen wurden zwischen 1999 und 2007 remotorisiert und als M62.3 eingereiht. Drei M62 wurden zu breitspurigen M62.5 umgebaut (siehe unten).

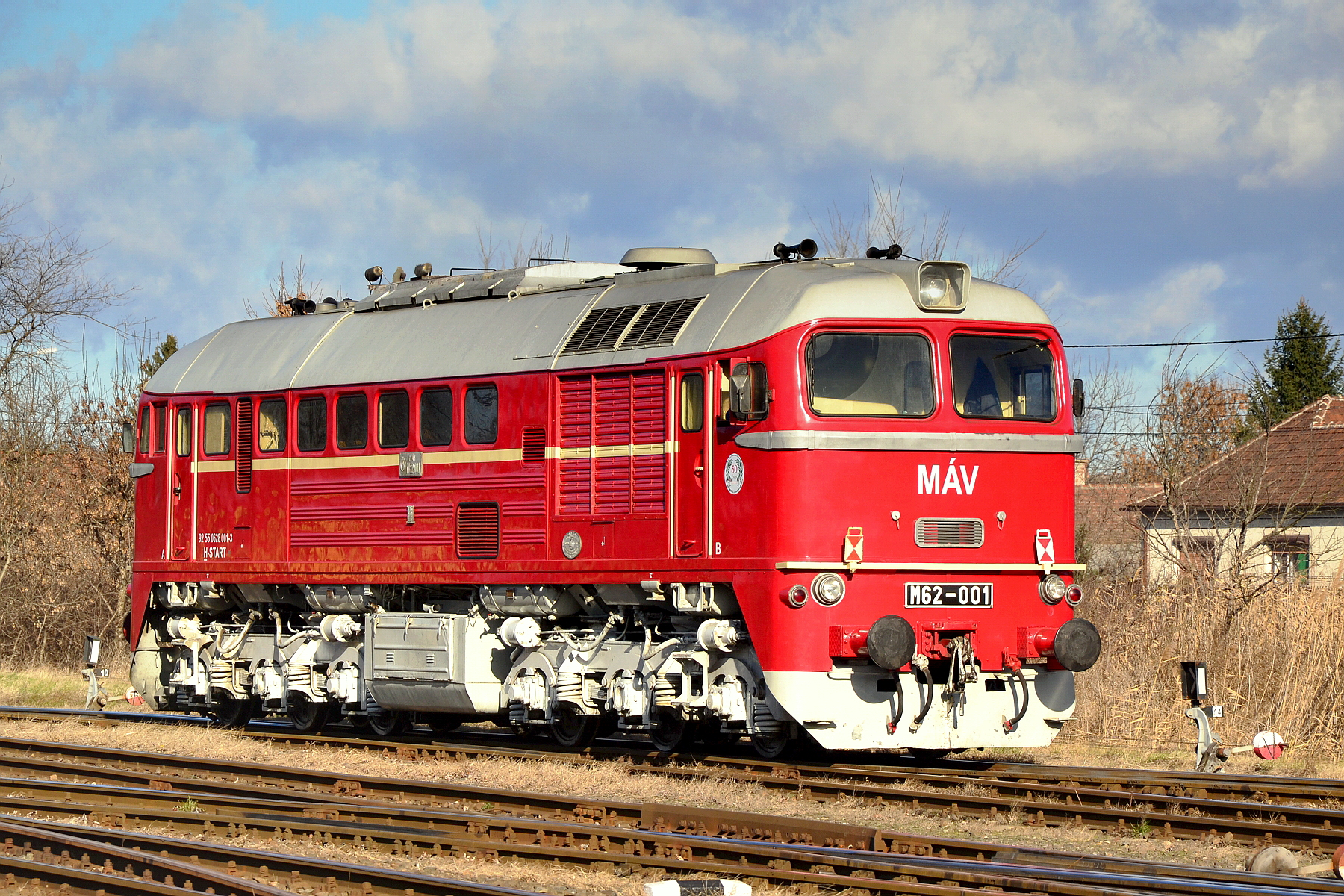
M62 001 ist die erstgebaute Lok dieser Baureihe mit der Fabriknummer 0001
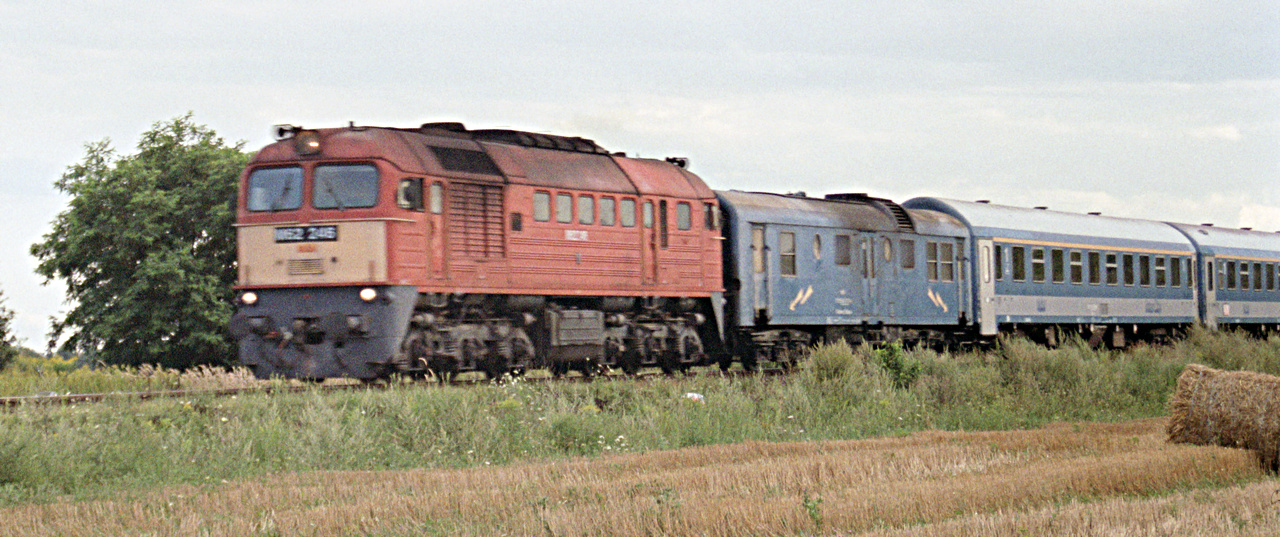
M62 246 mit Heizwagen vor einem Reisezug
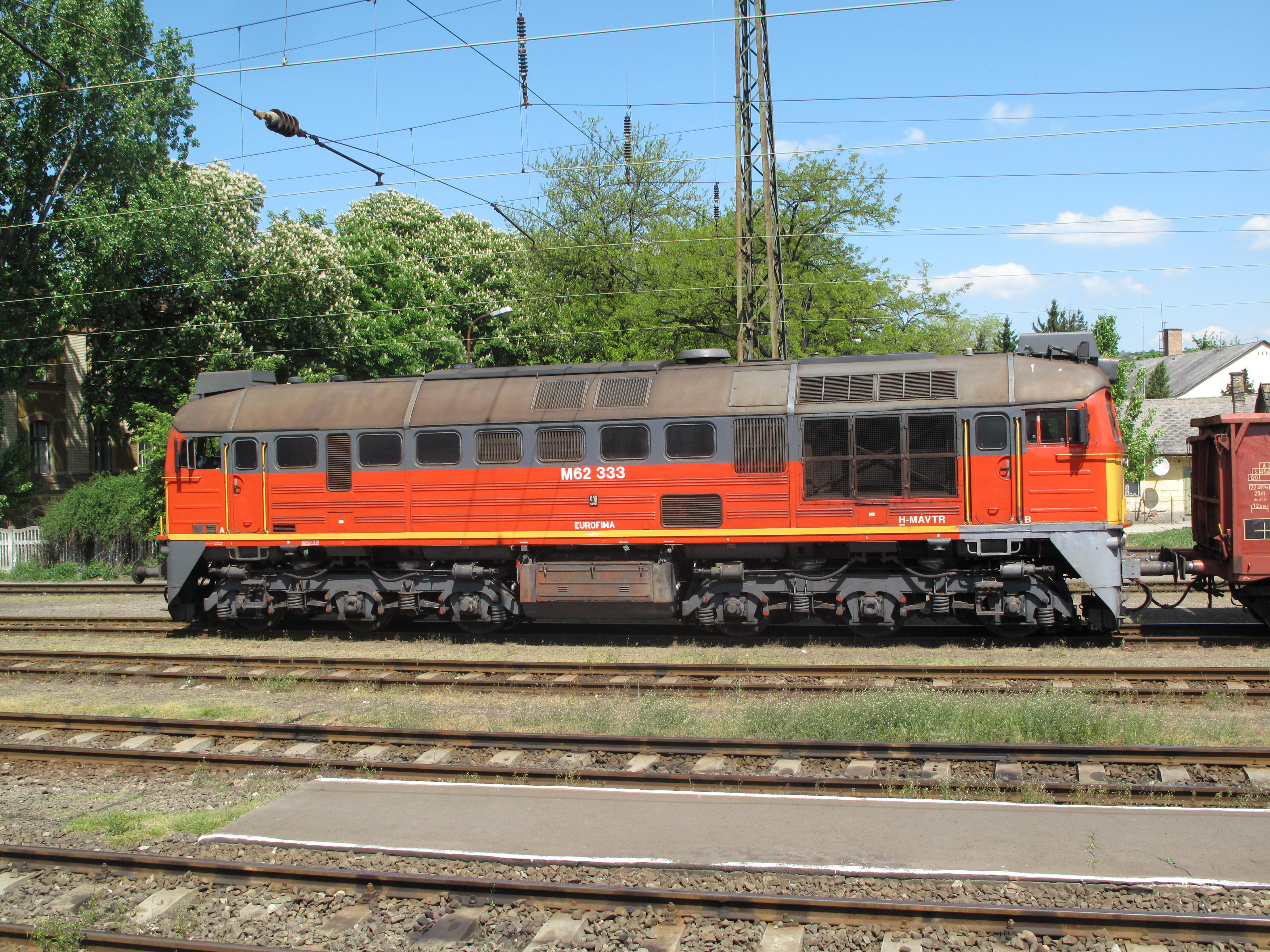
Remotorisierte M62.3 mit schwarz lackierter Oberseite
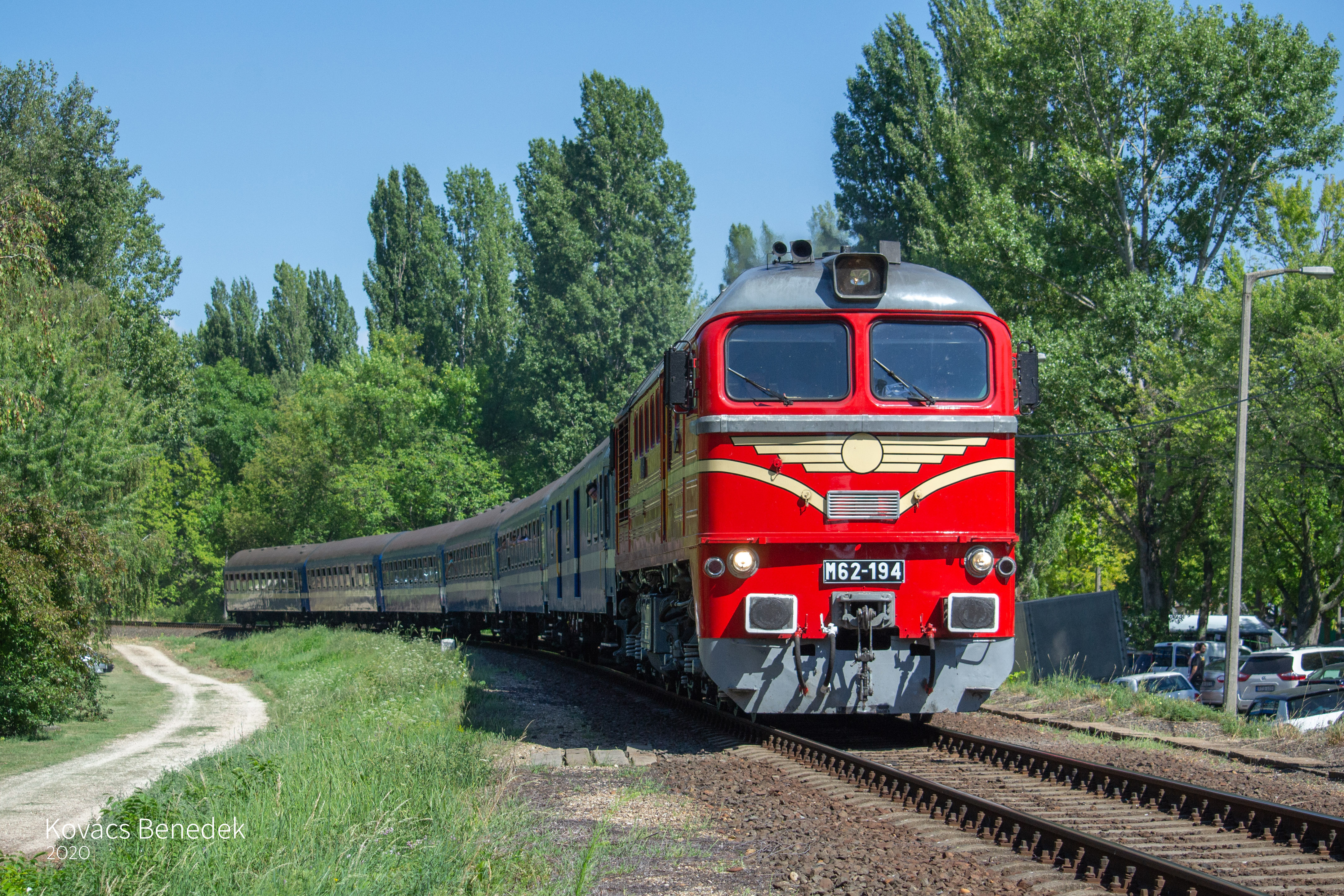
M62 194 wurde in das ursprüngliche Farbschema zurückversetzt

## MÁV-Baureihe M62.5

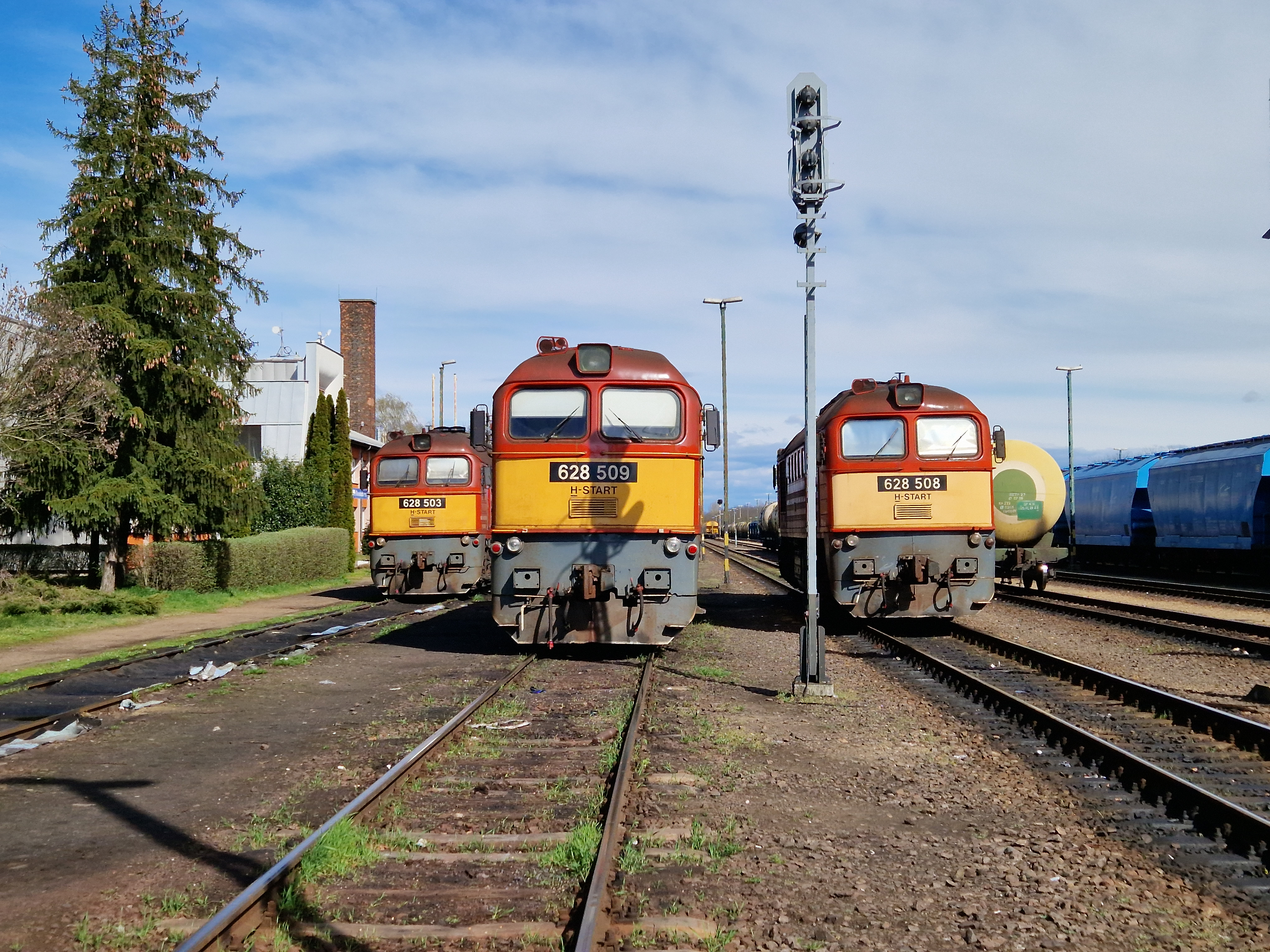
M62.5 mit Mittelpufferkupplung SA-3 in Eperjeske-Rendező (2023)

Für den Einsatz auf den Breitspurbahnen von Záhony nach Tschop und nach Batjowo im Grenzgebiet zur Sowjetunion (heute Ukraine) beschaffte die MÁV von 1970 bis 1978 15 Lokomotiven der Baureihe M62.5 in breitspuriger Ausführung für die in der Sowjetunion übliche Spurweite von 1524 mm (später einheitlich 1520 mm). Drei weitere M62.5 entstanden durch Umbau aus normalspurigen M62. 2005 befanden sich noch sieben M62.5 im Einsatzbestand.

## GySEV-Baureihe M62.9

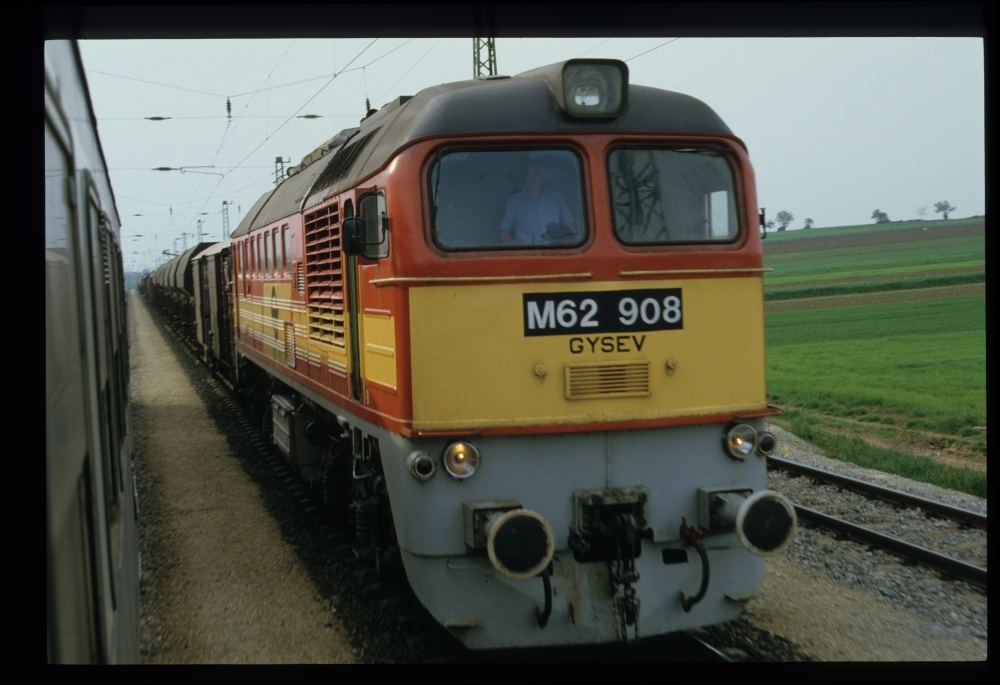
GySEV M62 908 mit Güterzug in Baumgarten (1988)

Auch die Raaberbahn AG (ehemals Raab-Ödenburg-Ebenfurter Eisenbahn AG, ungarisch Győr–Sopron–Ebenfurti Vasút, GySEV), ein österreichisch-ungarisches Gemeinschaftsunternehmen, erhielt 1972 sechs normalspurige Lokomotiven, die als Unterbaureihe M62.9 eingereiht wurden. Die M62.9 waren in Sopron beheimatet und wurden 1996 ausgemustert.